# مارلا جيبس
مارلا جيبس (بالإنجليزية: Marla Gibbs)‏ (و. 1931  م) هي مغنية مؤلفة، ومنتجة أفلام، وملحنة، وموسيقية، ومغنية، وممثلة مسرحية، وممثلة تلفزيونية، وكاتبة سيناريو، وممثلة أفلام، وممثلة صوت أمريكية، ولدت في شيكاغو.

## التعليم
تعلمت في Wendell Phillips Academy High School ‏.

## جوائز
حصلت على جوائز منها:
- NAACP Image Award for Outstanding Actress in a Comedy Series [الإنجليزية]‏، عن عمل: ذا جيفرسونز (1984).

## وصلات خارجية
- مارلا جيبس على موقع IMDb (الإنجليزية)
- مارلا جيبس على موقع ألو سيني (الفرنسية)
- مارلا جيبس على موقع ميوزك برينز (الإنجليزية)
- مارلا جيبس على موقع أول موفي (الإنجليزية)
- مارلا جيبس على موقع قاعدة بيانات الأفلام السويدية (السويدية)
- مارلا جيبس على موقع إن إن دي بي (الإنجليزية)
- مارلا جيبس على موقع أول ميوزيك (الإنجليزية)
- مارلا جيبس على موقع ديسكوغز (الإنجليزية)
- مارلا جيبس على موقع قاعدة بيانات الفيلم (الإنجليزية)
- مارلا جيبس على موقع كينوبويسك (الروسية)